# دافيد رايا
دافيد رايا مارتين (بالإسبانية: David Raya Martín)‏ هو لاعب كرة قدم إسباني ولد في برشلونة يوم 15 سبتمبر 1995، ويلعب كحارس مرمى مع نادي أرسنال في الدوري الإنجليزي الممتاز ويلعب أيضاً مع منتخب إسبانيا لكرة القدم.

## وصلات خارجية
- دافيد رايا على موقع الاتحاد الأوربي (الإنجليزية)
- دافيد رايا على موقع إي إس بي إن إف سي (الإنجليزية)
- دافيد رايا على موقع قاعدة بيانات كرة القدم.إي يو (الإنجليزية)
- دافيد رايا على موقع ناشيونال فوتبول تيمز (الإنجليزية)
- دافيد رايا على موقع Soccerbase.com (لاعب) (الإنجليزية)
- دافيد رايا على موقع Soccerway.com (الإنجليزية)
- دافيد رايا على موقع عالم كرة القدم.نت (الإنجليزية)
- دافيد رايا على موقع AS.com (الإسبانية)